# Broken Sword: Shadow of the Templars - The Director's Cut
Broken Sword: Shadow of the Templars – The Director's Cut es un remake mejorado y edición del director del clásico juego de 1996, Broken Sword: The Shadow of the Templars desarrollado por Revolution Software. Fue publicado para Wii, Nintendo DS, iOS, Microsoft Windows, OS X, Android y Linux abarcando de 2009 a 2012. El jugador asume el rol de George Stobbart y Nicole Collard, quien era un personaje fundamental pero no jugable en la versión original.
Después de haber sido pedido para Wii y Nintendo DS Broken Sword, Revolution decidió crear una edición del director. El artista de cómics Dave Gibbons creó obras de arte adicionales para el juego. El juego recibió críticas muy positivas, y es dicho de ser uno de los mejores juegos de WII, DS y iOS/Android. Fue también un éxito comercial, vendiendo más que la tercera y cuarta entrega de Broken Sword . La versión de Nintendo Wii de la Edición del Director difiere de todas las otras versiones, no incluye el sistema de ayudas, el cual era típicamente añadido como característica obligatoria la cual no puede ser quitada.
Broken Sword: Shadow of the Templars – The Director's Cut es un juego en 2D jugado desde una perspectiva en tercera persona. A diferencia del juego original, donde George Stobbart es el único personaje jugable, Nicole "Nico" Collard es controlable para algunas secciones seleccionadas del juego. Dependiendo de la plataforma, el juego es jugado por un método de point-and-click, una interfaz para tocar o el mando de Wii. Mientras que ciertos puzles fueron simplificados en la versión original, los nuevos puzles en primera persona han sido añadidos. Los puntos de acceso están resaltados, y se agrega el sistema de pistas, junto con un diario en el que el personaje toma notas. Algunos de los diálogos originales y escenas han sido removidos, y la sangre editada en otras escenas.

## Trama
El juego comienza en París, un día antes del inicio del juego original, con la periodista Nicole Collard recibiendo una solicitud para ir al Palais-Royal, a entrevistar a un famoso magnate de las comunicaciones y potencial candidato para ser el presidente de Francia, Pierre Carchon. Un mimo merodea fuera de la casa de Carchon's, pero Nico lo ignora y va dentro de la casa. Ella conoce a la esposa de Carchon, Imelda, y a Carchon, quien revela que conocía muy bien al padre de Nico, Thierry Collard. Pronto, hay un ruido en la sala de dibujo; Carchon lo investiga solo para ser fusilado. Nico corre a la sala para ver al mimo en el cadáver de Pierre. Ella es tirada al suela antes de que pueda hacer nada y despierta para ver a Imelda llamando a la policía.
Después de persuadirla de que quiere encontrar la verdad, Imelda permite a Nico acceder a la habitación de Carchon, la cual contiene un elefante tallado, el mismo que recibió Nico de su padre, quien lo talló él mismo, y una piedra cilíndrica, el cual contenía un código de letra oculta. En el cadáver de  Carchon's, Nico descubre con un estampado en el que pone "Bâteaux de la Conciergerie" y va a investigar el documento donde estaba la Conciergerie. Usando las letras del cilindro, descubre una oficina secreta donde Carchon y muchos otros quedaban por negocios. Después de que escribiese su historia, su editor Ronnie le dice que lo tire, por lo cual Nico se enfada. Aun así, ella recibe una misteriosa llamada telefónica de un hombre llamado Plantard, quien le dice que necesita hablar con ella sobre su historia.
El siguiente día, el turista estadounidense George Stobbart sufre un ataque terrorista en un café en París, durante el cual un payaso roba el maletín de un hombre mayor y detona una bomba. Justo después, George conoce a Nicole Collard, una periodista que está fotografiando la escena. George investiga el área para ayudar a Nicole a recolectar información sobre el ataque. Él encuentra la nariz del payaso y deduce que el payaso ha escapado con el maletín. Después Nicole descubre la dirección de una tienda de disfraces dentro de la nariz del payaso, George descubre del que lleva la tienda que la nariz ha sido comprada por un hombre llamado Khan.
George viaja al hotel donde Khan está alojado, donde obtiene un antiguo manuscrito de Khan's. Después de evadir a dos matones a sueldo, Flap y Guido, George coge el manuscrito para Nicole, quien deduce que está relacionado con Knights Templar. En un museo cercano, George encuentra un trípode que está ilustrado en el manuscrito. Él después viaja a la excavación situada en Lochmarne, Irlanda donde fue descubierto el trípode; y, allí, obtiene una gema idéntica a una del manuscrito. En una iglesia Templaria bajo las ruinas del castillo local, George descubre un mural de un hombre colgado con un escrito debajo en el que pone "Montfauçon".
Nico intenta encontrar más pistas sobre la relación de su padre involucrado con Carchon. Ella deduce rápidamente que Imelda está en peligro y corre al Palais Royale para salvarla. Nico llega muy tarde, pero la moribunda Imelda da a Nico una llave que encaja en la caja que su padre le dio. Nico abre la caja y encuentra la verdad. su padre e Imelda eran amantes, y su padre trabajó para el gobierno como espía contra la organización secreta de Carchon, significando que el padre de Nico era "uno de los buenos chicos"; ella decide guardarlo en secreto y no decir nada a nadie, como hizo su padre, como muestra de respeto. George vuelve a Paris y aprende de Andre Lobineau, un compañero de universidad de Nicole, que Montfauçon es una localización en Paris. Flap y Guido intentaron robar el trípode del museo; pero fueron vencidos del hurto por Nicole, quien dio el artefacto a George. En las alcantarillas de Montfauçon, George espía en una reunión secreta de los que dicen de ser los Templarios, y descubre su plan de encontrar la Espada de Baphomet. Después de que el grupo se vaya, George usa el trípode y la gema en la cámara subterránea para hallar el nombre de un pueblo de Siria: Marib.Él viaja al pueblo y descubre que Khan ha estado buscándole. En una formación de rocas cercana llamada Bull's Head, George encuentra una lente y deduce que es la que está representada en el manuscrito como una bola de cristal. Él también descubre un ídolo con tres caras barbudas, Baphomet; y una inscripción en Latín que describe Britain. Khan llega y sostiene a George a punto de pistola, pero George se apaña para escapar.
De nuevo en París, George aprende de Andre que el manuscrito menciona a la familia española De Vasconcellos, quienes estuvieron conectados con los Templarios. en la villa de la familia, George habla con el único miembro vivo de la familia, una condesa, quien le guía al mausoleo De Vasconcellos. Allí, George descubre el cáliz de la familia, el cual le confía a George. Ella le dice de encontrar a su otro antecesor, Don Carlos. En París, George usa la lente en una iglesia de Montfauçon y descubre una imagen escondida de un hombre ardiendo. En la iglesia, George encuentra la tumba de Don Carlos, en la cual estaban escritas una serie de referencias bíblicas.
Andre revela que un ídolo de Baphomet ha sido descubierto en París, y George gana el acceso a la excavación. Usando el cáliz, descubre una imagen de una iglesia con una torre cuadrada. George vuelve donde la condesa, y descubre que las referencias bíblicas enseñaban un área secreta dentro de un tablero de ajedrez donde había un mural con un río corrioen a través de él. Compilando sus pistas, George, Nicole y Andre deciden que los Templarios están yendo a Bannockburn, Escocia. George y Nicole suben a un tren, pero ella y una mujer mayor en su compartimento pronto desaparecen. Él llega a la zona del conductor, donde el señor mayor, Khan disfrazado, tira a Flap fuera de la zona. Además, Khan es disparado y matado por otro hombre. George y Nicole llegan a la iglesia a tiempo para ver al Gran Maestro de los Templarios Adquirir poder de dos enormes ídolos de Baphomet—the Sword of Baphomet, or the Broken Sword. Después tratando de tentar a George para unirse a sus filas, el Gran Maestro ordena a la pareja a ser asesinados, pero escapan con la ayuda de los explosivos. La iglesia explota, matando a Guido, los Templarios y—presumiblemente—el Gran Maestro. El juego termina con George y Nico con su última cita en la Torre Eiffel.

## Desarrollo y marketing

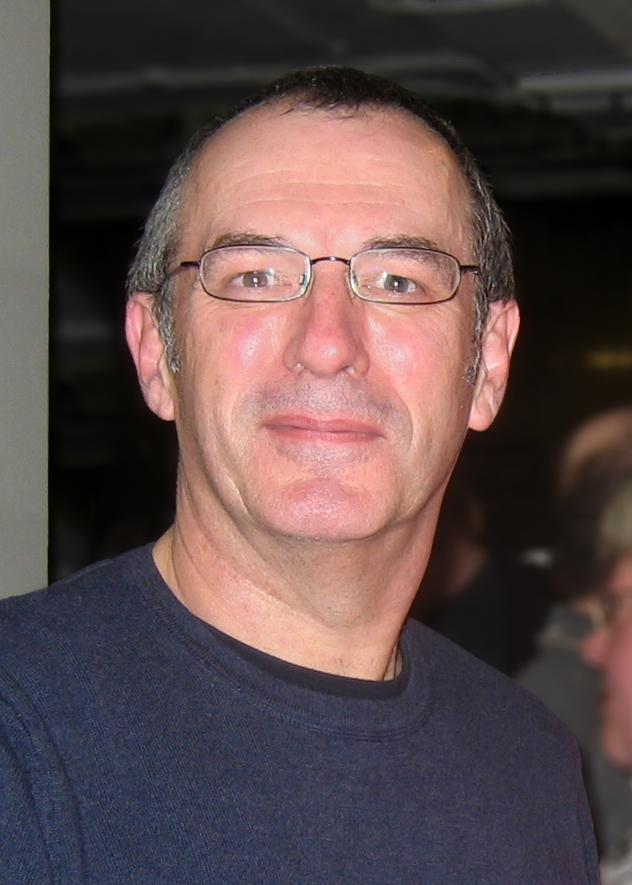
Dave Gibbons worked on the visual references for the game, and produced a comic book to accompany the game's Nintendo DS release.

El 21 de marzo de 2009, Ubisoft sacó un "director's cut" de The Shadow of the Templars para la Wii y Nintendo DS. Según el director general de Recolution, Charles Cecil, el Director's Cut surgió gracias a un grupo de fans de Broken Sword, quienes empezaron una petición online pidiéndole que trajera las series para Wii y DS. En lugar de solo portar el juego original, como hizo en Game Boy Advance, Cecil pensó que era el momento de premiar a sus fans con algo nuevo y diferente– por eso el material adicional de Director's Cut's.
Cecil decidió que el juego podía empezar un día antes de la explosión de París, llenando parte del pasado de Nicole Collard. Para el final, Cecil también aclamado el artista de cómics Dave Gibbons, con quien trabajó en Revolution en 1994 en una aventura clásica de culto Beneath a Steel Sky. Además de trabajar en las referencias visuales del juego, Gibbons también produjo un cómic para acompañar el lanzamiento de DS del juego. Gibbons declaró que decidió volver al trabajo de videojuegos en este juego porque sabía que producir tomas de personajes con una variedad de expresiones sería un desafío, y sabía que lo disfrutaría, basado en experiencias pasadas.
El juego fue programado por Tony Warriner y Joost Peters. En el Director's Cut, Hazel Ellerby vuelve a la voz a Nicole Collard en las nuevas secciones, jugando a Nico de nuevo por primera vez desde que se sacó el juego original. Rolf Saxon, como en todas las secuelas, también vuelve a la voz a George Stobbart. Debido a los límites de tamaño de la plataforma, la versión DS no contiene diálogos hablados, solo subtítulos.
A diferencia del juego original, los jugadores controlan a Nicole Collard en partes seleccionadas del juego. Además de la nueva obra de arte del personaje por Gibbons durante las conversaciones, en el Director's Cut también cuenta con una nueva vista en primera persona para ciertos rompecabezas. Una versión del Director's Cut para iPhone y iPod Touch fue lanzado el 20 de enero de 2010. Después en mayo, una versión con mayor resolución y un cómic digital fue lanzado en iPad. Una versión para PC fue lanzada el 27 de agosto. Una versión para Andriod, que es una versión mejorada de la versión para iPhone, fue lanzado en  Google Play el 28 de junio de 2012. El juego de Wii y Nintendo DS de las versiones de Director's Cut solo estaban disponibles en tiendas.
The Broken Sword: The Shadow of the Templars– Director's Cut lanzó la banda sonora original en iTunes Store el 28 de diciembre de 2009. Con la compra de Director's Cut en GOG.com, el jugador también recibía el juego original, el manual original, fondos de pantalla de alta definición, la banda sonora, once avatares, y el cómic.
Se creó el cómic del mismo nombre por Cecil y el artista Dave Gibbons para la DS lanzado para el Director's Cut en marzo de 2009. El breve cómic ofrece un vistazo más atrás en el pasado de Nico, mostrando a los lectores lo que sucedió antes de los eventos de sus segmentos jugables en el juego.

## Recepción
Broken Sword: The Shadow of the Templars – Director's Cut fue recibido con una recepción positiva,particularmente las versiones para iOS. Según el director general de Revolution Charles Cecil, las ventas del juego fueron más altas que las del tercer y cuarto juego de la serie, The Sleeping Dragon y The Angel of Death. En 2011, el Director's Cut y la reedición de la secuela, The Smoking Mirror – Remastered, juntos vendieron alrededor de 500 mil copias solo en iOS y tuvieron alrededor de cinco millones de descargas.
Official Nintendo Magazine UK elogió los rompecabezas de la versión de Wii, historia, y la dirección del arte, y felicitó el nuevo sistema de pistas, terminando con: "Uno de los mejores juegos de apuntar y hacer clic de todos los tiempos, esto atraerá tanto a los recién llegados como a los fanáticos". Slide to Play también elogió la versión para iPad, diciendo que era "la versión para obtener" para los nuevos jugadores, y sosteniéndolo para que sea compatible con el iPad como "[verdaderamente] la plataforma ideal para juegos de aventuras". BeefJack elogió los rompecabezas, la historia, los personajes, el nuevo contenido y la interfaz de la versión para PC, pero afirmó que la calidad audiovisual de las escenas más antiguas es notablemente "frágil", que hay demasiados rompecabezas de mosaicos deslizantes y que "la nueva y discordante transición entre la estética antigua y la nueva lo decepciona".

### Premios
The Shadow of the Templars – Director's Cut recibió varios premios y nominaciones. Fue nominado a la Mejor Historia en 2009 en la British Academy Video Games Awards. Pocket Gamer otorgó a la versión para iPhone el premio Pocket Gamer Gold Award cuando se lanzó en 2010, y nominado como Mejor Juego de Aventuras / RPG en 2011. Las versiones de Wii y DS fueron nominadas a Mejor Puerto / Relanzamiento actualizado en el Adventure Gamers' de 2010 Aggie Awards. La versión de Wii ganó el premio a la Mejor Aventura Europea en el 2011 European Games Awards.
The Director's Cut la edición a menudo aparece como uno de los mejores juegos en iOS, Wii y DS. GameYum lo incluyó como uno de los "5 mejores juegos de Nintendo DS" en 2009, y lo colocó en primer lugar en su lista de "Los 5 mejores juegos de aventuras para iPhone" en 2011. En 2010, PCWorld lo puso en la lista de "25 mejores juegos para iPad". Pocket Gamer lo incluyó en sus listas de "Los 10 mejores juegos de aventuras de apuntar y hacer clic en iPhone y iPad" en 2010, y "Las 10 mejores aventuras de apuntar y hacer clic para iPad"(con The Smoking Mirror – Remastered) y "Top 10 iOS juegos con Game Center" en 2011. Metacritic ocupó el noveno lugar en su lista de "Los mejores juegos para iPhone y iPad de 2010". Trusted Reviews lo ubicó en el puesto 31 en su lista de los "100 mejores juegos de iPhone de la historia" en 2011. Gameranx lo clasificó en el número 10 en su lista de "Los 25 mejores juegos de iOS" en 2011. En abril de 2012, es el quinto juego de aventuras de Wii mejor valorado de VideoGamer.com y el juego con mejores críticas de DS de todos los tiempos.